# Bitwa przy przylądku Passero
Bitwa przy przylądku Passero – starcie zbrojne, które miało miejsce w roku 1718 w trakcie wojny czwórprzymierza.
W roku 1718 Hiszpania, dążąca do odzyskania utraconych w wyniku hiszpańskiej wojny sukcesyjnej posiadłości we Włoszech zajęła Sycylię, wywołując tym samym zbrojną interwencję Anglii, Francji, Holandii i Austrii.
W sierpniu 1718 r. angielska eskadra admirała George Bynga (29 okrętów) natknęła się w rejonie Przylądka Passero na flotę hiszpańską pod dowództwem admirała Antonio Gaztañety (47 okrętów). W wyniku zaciekłej bitwy Hiszpanie ponieśli klęskę tracąc 23 okręty, 2 400 zabitych, rannych oraz 3 000 jeńców. Straty angielskie wyniosły 500 zabitych i rannych. W wyniku bitwy Hiszpanie zostali wyparci z całej Sycylii z wyjątkiem garnizonu w Mesynie, który w międzyczasie odbili z rąk Sabaudczyków.